# Svetlana Makarovič
Svetlana Makarovič, slovenska pesnica, mladinska pisateljica, igralka, ilustratorka in šansonjerka, * 1. januar 1939, Maribor.
V Sloveniji je znana avtorica za odrasle in mladinske naslovnike. Njena mladinska besedila so postala del sodobne klasike in mladinskega kanona, ki imajo posebno mesto v zgodovini slovenske mladinske književnosti. Je prejemnica številnih nagrad. Poznana je tudi po tem, da se je borila za pravice živali, še posebej mačk.

## Življenje
Svetlana Makarovič se je rodila v hiši Slovenska ulica 10 v Mariboru, ki je bila dom njene štajerske matere. Oče Abdon (Ado) Makarovič je bil iz Nabrežine pri Trstu ter rojen kot sin Avgusta M. in Aurelie Marizza. Kot mladenič je Makarovič prišel v Maribor, kjer se je šolal in postal trgovski tehnik ter se tam leta 1934 tudi poročil z Otilijo Marijo Kovačič (r. 1905 v Radgoni, Avstrija), hčerjo Ivana Kovačiča in Franje Dolničar. Otilijina starša sta bila premožna meščanska hišna posestnika in trgovca, ki sta imela sprva na Magdalenski, potem pa na Slovenski ulici trgovino s steklom, porcelanom, igračami, posodo, okvirji, svetilkami in blagom. Družina Svetlanine matere Otilije pa vendarle ni imela meščanskih korenin v Mariboru, kakor se pogosto napačno navaja, saj sta se Svetlanin ded Ivan Kovačič (roj. 1877) in njegova žena Franja Dolničar (1879-1945) v Maribor priselila šele leta 1920, pred tem pa sta živela v Radgoni (nem. Bad Radkersburg) v Avstriji in deloma v bližnjih Črešnjevcih pri Gornji Radgoni. Ivan Kovačič je izhajal iz vasi Hercegovščak pri Gornji Radgoni, Dolničarjeva pa je bila Ljubljančanka in je v rodnem mestu tudi umrla. Ivan se je pred 1. svetovno vojno rad podpisoval po nemško kot "Johann Kovatschitsch" in se je nasploh smatral za Avstrijca, ker je bil rojen v obmejni župniji Gornja Radgona in ker je bila njegova mama Magdalena Schreiber Avstrijka, svoje slovenske korenine (Kovačičevo stran) pa je zanikal. Po bivanju na različnih naslovih v Mariboru, pretežno v najetih stanovanjih, sta Abdon in Otilija leta 1941 za vselej zapustila Maribor in se preselila v Šiško pri Ljubljani. Poleg Svetlane sta njena starša imela še sinova po imenih Jan in Gorazd (umetnostni zgodovinar in etnolog, *1936). 
V Ljubljani je končala srednjo vzgojiteljsko šolo in leta 1968 diplomirala na AGRFT. Nekaj časa je bila gledališka igralka, najprej v Mestnem gledališču, nato pa v Drami. Na začetku šestdesetih let 20. stoletja je začela s študijem različnih humanističnih ved (psihologija, pedagogika,etnologija in tuji jeziki), igrala klavir v kavarnah ter nekaj časa delala kot tajnica in vzgojiteljica otrok s posebnimi potrebami. Leta 1970 se je odločila za pot svobodne književnice. Uradno se je upokojila leta 1997. Poleg poezije in proze se je uveljavila tudi v radijskih in lutkovnih igrah za otroke ter dramah za odrasle. Ima eno najobsežnejših bibliografij med Slovenci (napisala je več kot 300 knjižnih del), poznana pa je tudi po številnih nestrinjanjih z družbenimi razmerami. 
Družinsko življenje ji je tuje, bila je zaročena a je zadnji trenutek preklicala poroko . Najdlje je živela z Gregorjem Strnišo . Po več selitvah (Jurklošter, Bohinjska Bela, Ljubljana) je zadnja leta živela bolj ali manj v samoti v Žabji vasi ob Sori v Poljanski dolini, zgolj v družbi hišnih mačk. Po dvomesečnem zdravljenju zaradi posledic možganske kapi od decembra 2012 živi v Centru starejših Trnovo , kjer po odloku ljubljanskega stanovanjskega sklada pod posebej ugodnimi pogoji živijo večinoma zaslužni upokojeni meščani. Temu naslovu se je leta 2020 odrekla zaradi nestrinjanja z izpraznitvijo avtonomne cone Rog. Je prejemnica izjemne pokojnine za posebne zasluge na področju kulture Ministrstva za kulturo.. Septembra 2015 je dobila obeležje med pomembnimi literati v aleji Levstikovih nagrajencev v Levstikovih arkadah ob ljubljanski Slovenski cesti.

## Delo

### Pesnica za odrasle
Pesmi je začela objavljati v revijah in časopisih leta 1957. Prvo pesem V črnem tlaku je objavila v reviji Mlada pota (1952–1962), sicer pa je pesmi objavljala še v revijah kot so Naša sodobnost (1953–1963)  , Tribuna (1951–), Problemi(1972–1988) ,Perspektive (1960–1964) , Sodobnost (1963–)  in Dialog.
Leta 1964 je izšla njena prva pesniška zbirka Somrak; ta (tako kot vsa njena poezija iz druge polovice petdesetih let in zgodnjih šestdesetih) sledi prevladujoči usmeritvi tedanje slovenske lirike, tj. iz intimizma k modernizmu. V zbirki Kresna noč (1968) pa je že izražena njena izrazita osebna poetika, ki temelji na tradicionalnih pesniških sredstvih; ljudsko pesništvo ji predstavlja novo izražanje eksistencialne stiske sodobnega človeka. V začetku sedemdesetih let je njena poezija postala oblikovno strožja, v njej prevladuje tragično baladno razpoloženje (prim. izbor pesmi Bo žrl, bo žrt (1998). Ustvarjalni vrh je dosegla v zbirki Srčevec (1973) in antologiji Izštevanja (1977) (Enciklopedija Slovenije, 1992). Ena zadnjih pesniških zbirk, antologija pesmi Samost, je bila leta 2002 izdana v samozaložbi.

### Pisateljica za mladino
Mladinska besedila je začela objavljati po letu 1970. V svojih proznih delih je oblikovala samosvoj slog, za katerega so značilne živali z izvirnimi imeni (coprnica Zofka, kokoška Emilija, pek Mišmaš idr.), s premišljenim značajem in z arhetipskim motivom odhoda od doma in ranjenega otroka (npr. v delu Potepuh in nočna lučka), otroka sirote (npr. Zajec gre na luno).
Svetlana Makarovič večinoma piše sodobne živalske pravljice, pravljice izvirnim glavnim mitološkim literarnim likom ter fantastične pripovedi (Haramija: 2005).
Sodobne živalske pravljice so npr. slikanici Pekarna Mišmaš (1974) in Sapramiška (1976), zbirke Take živalske (1973), Mačja preja (1992) in Veveriček posebne sorte (1994), Netopir Kazimir. Njihovi protagonisti so živali, ki živijo v posebnem svetu in imajo podobne lastnosti kot ljudje ter tako tudi delujejo in govorijo. Pravljična resničnost ni idealizirana, saj so v njej tudi krute osebe, sebičneži, opravljivci, zavistneži in odrasli, ki omejujejo otroško razigranost, zato živali doživljajo tudi žalost, osamljenost in obup. Opazna novost njenih del je preseganje tabujev (npr. izločanje in spolnost).
Med pravljice s primarno mitološkim glavnim literarnim likom pa sodita Škrat Kuzma dobi nagrado (1974) in Coprnica Zofka (1989). Njene pravljice v svojem jedru opozarjajo na nerazumevanje in nesprejemanje drugačnosti. 
Značilne fantastične pripovedi so dela Kosovirja na leteči žlici (1974), Kam pa kam, kosovirja? (1975) in Mi, kosovirji (1988); pripovedovalka se v njih postavlja na stran svobodnega bitja in nasprotuje pravilom in zahtevam avtoritet.
Nekaj njenih del, namenjenih otrokom, je bilo posnetih tudi na zvočne kasete (Pekarna Mišmaš (1976), Sapramiška (1986), Čuk na palici (1988), Mali kakadu (1989), Sovica Oka (1992) in druge).
V učnem načrtu za slovenščino (2011) so v prvem in drugem triletju predlagana naslednja besedila: Coprnica Zofka, Čuk na palici, Jazbec in ovčka, Jaz sem jež, Jutro, Kam pa kam, kosovirja?, Kosovirja na leteči žlici, Miška spi, Papagaj in sir, Pekarna Mišmaš, Pismo, Pod medvedovim dežnikom, Prašičkov koncert, Razvajeni vrabček, Sovica Oka, Volk in sedem kozličkov, Zajček gre na luno.

### Glasbenica
Izdala je več knjig šansonov, npr. Krizantema na klavirju (1990); z njimi je nastopala na avtorskih glasbenih recitalih za izbrano publiko. Tematika njenih šansonov je podobna kot v njenih pesmih, le da je predstavljena bolj humorno; dotika se sodobne družinske vzgoje, družabnih navad, moralnih norm in družbenih konvencij. Uglasbene šansone je nato v lastni pevski interpretaciji posnela na več gramofonskih plošč in kaset, pozneje so izšle tudi zgoščenke: Nočni šansoni (1983); Dajdamski portreti (1998), Namesto rož (1999), Pelin žena (1999).
Napisala je tudi besedila za popevke Mesto mladih, Na na na (Neca Falk), V Ljubljano (Marjana Deržaj) in za uvodno pesem filma Sreča na vrvici (Marjeta Ramšak).

#### Slovenska popevka
- 1964: Rafko Irgolič/Elda Viler – Molče (Boris Kovačič/Svetlana Makarovič/Ati Soss)
- 1964: Ivanka Kraševec/Sonja Berce – Večer (Bojan Adamič/Svetlana Makarovič)
- 1965: Jožica Svete – Preprosta pesem (Dušan Porenta/Svetlana Makarovič/Jože Privšek) (nagrada za besedilo)
- 1965: Nino Robič – Nežnost noči (Jure Robežnik/Svetlana Makarovič/Jure Robežnik)
- 1965: Marjana Deržaj – V Ljubljano (Ati Soss/Svetlana Makarovič/Ati Soss) (nagrada za pesem o Ljubljani)
- 1965: Berta Ambrož – Luči Ljubljane (Jože Privšek/Svetlana Makarovič/Jože Privšek) (3. nagrada občinstva)
- 1972: Meta Malus/Frederic Kopp – Pismo (Tomaž Mancini/Svetlana Makarovič/Milan Mihelič)
- 1974: Edvin Fliser/Peter Beil – Dober dan (Ati Soss/Svetlana Makarovič/Ati Soss)
- 1974: Lidija Kodrič/Senka Veletanlić – Sreča je (Aleksandar Korać/Svetlana Makarovič/Z. Skerl)
- 1974: Andrej Plevnik/Ann Bushnell – Skromna deklica (Milan Ferlež/Svetlana Makarovič/Milan Ferlež)
- 1976: Janko Ropret/Ruby James – Obiski (Milan Ferlež/Svetlana Makarovič/Milan Ferlež) (plaketa za najsodobnejši glasbeni izraz)
- 1977: Marjana Deržaj – Prodajalni non-stop (Boris Kovačič/Svetlana Makarovič)
- 1978: Marjana Deržaj – Nedelja je (Jani Golob/Svetlana Makarovič)
- 1978: Džejbi – Povabim te na ples (Matjaž Jarc/Svetlana Makarovič)

#### Melodije morja in sonca
- 1979: Alfi Nipič – Bela jadrnica (Tomaž Manzini/Svetlana Makarovič/Jani Golob)

### Sodelovanje z LGL
Leta 1972 je bilo v Lutkovnem gledališču Ljubljana premierno uprizorjeno njeno delo z naslovom Sovica Oka. Največkrat igrana je njena lutkovna igra Sapramiška, ki je bila prvič uprizorjena 17. oktobra 1986. Svetlana Makarovič je sodelovala z LGL na več načinov – pisala in uglasbila je pesmi, pisala in prirejala je besedila, snovala likovno podobo lutk in scene ter odigrala katero od vlog. Sodelovala je pri enaintridesetih predstavah; gostovala je tudi v tujini (v Avstriji, na Hrvaškem, Italiji in v Mehiki). 

## Kritičnost do okolja
Svetlana Makarovič je izstopila iz Društva slovenskih pisateljev, ker po njenem mnenju ni temeljilo na umetniški kakovosti. Uprla se je uradnim založbam zaradi izkoriščanja avtorjev ter se zavzemala za socialne pravice svobodnih umetnikov. Bila je med pobudniki ustanovitve nove, pluralizmu odprte in samo književnosti posvečene revije (1980), vendar nato z Novo revijo, ki je začela izhajati 1982, ni sodelovala, češ da so aktualna politična in ideološka vprašanja iz nje izrinila umetnost. Svoje pesmi je prepovedala objavljati v antologijah in šolskih učbenikih, češ da so besedila, ki vsebujejo obliko erosa in tanatosa temačna in razlog za to, da mladi zasovražijo literaturo. Svojih del ne pojmuje kot narodno dobrino, ki je na voljo vsem, temveč kot zaščiteno avtorsko lastnino – tako nasprotuje komunistični paroli o umetnosti za vse ljudi. Zavrnila je uvrstitev v Antologijo slovenskih pesnic 2, ker je menila, da je v njej glavno merilo spol, ne pa kakovost.
Kritičnost do svojega okolja tudi javno izraža s pisanjem, zlasti v kolumnah. Leta 2000 je v celoti zavrnila Prešernovo nagrado. Prejema le pokojnino za izredne zasluge, ki ji pripada na podlagi nagrade. V letih 2022 in 2023 se je borila, da se ji nagrada vseeno v celoti izroči, kar je Upravni odbor Prešernovega sklada zavrnil. Ministrstvo za kulturo je Svetlani Makarovič junija 2023 brez zakonske podlage nakazalo denarni del nagrade iz leta 2000, ki je po preračunu iz tolarjev v evre znašala 8346 evrov.
Pred volitvami 2022 je v soavtorstvu z Matejem Šurcem (podpisala pa je tudi svojega mačka Kotika) pri Centru za slovensko književnost in društvu Škuc izdala knjižico Vladavina muh, v kateri z obscenim in neredko vulgarnim izrazjem smeši konkretne posameznike in vse povezano s takratno vlado in njenimi podporniki. Knjižica se je brezplačno delila na protestih in drugih shodih, tudi v okviru predvolilnih promocij nekaterih političnih strank.

### Slovenceljni
Svetlana Makarovič prepoznava podobo Slovencev kot ozkosrčno, primitivno, dvolično in servilno ter jih poimenuje z novorekom Slovenceljni. V satiričnih pesmih v zbirki Pesmi o Sloveniji za tuje in domače goste (1984) z duhovito ironijo razkraja mitizirano samopodobo Slovencev. Skozi travestijo popularne pripovedke o Martinu Krpanu in skozi aluzijo na Sveto pismo njihovo podobo prikazuje kot samoljubno, primitivno, navznoter agresivno in navzven naivno in se ji posmehuje tudi v šansonih, zbranih v Krizantemi na klavirju (1990).

### Intervjuji
Svetlana Makarovič se izpostavlja z izjavami proti Rimskokatoliški cerkvi, na primer v intervjuju  »Nekatere stvari je treba sovražiti«, (Planet Siol.net 6.1.2012). Intervju je doživel odziv Sveta katoliških laikov Slovenije, ki so zahtevali pregon domnevnega sovražnega govora. Policija in tožilstvo sta to in več drugih ovadb proti Makarovičevi zavrgla.
Izpostavila se je tudi s svojo podporo za mnoge spornemu Zoranu Jankoviću, županu Mestne občine Ljubljana; leta 2011 je bila v ospredju med vidnejšimi meščani, ki so ga na Magistratu prosili, da kandidira v državnozborskih volitvah v Sloveniji 2011, leta 2013 pa je izjavila, da  »je iz Ljubljane naredil prelepo mesto – me ne zanima, kje je dobil denar, zaradi mene ga je lahko tudi ukradel«.
Leta 2024 je v pogovorni oddaji Marcela Štefančiča upravičevala rusko invazijo na Ukrajino s sklicevanjem na lažne obtožbe o »masakriranju ruske manjšine« v Ukrajini in zatrdila »Donbas bo ruski«. Obenem je izrazila tudi nerazumevanje, zakaj je premier Robert Golob »okleval s priznanjem Palestine« in trdila, da je vpliv Cerkve krivec za njegovo domnevno različno obravnave Ukrajine in Palestine.

### Poezija za odrasle
- Somrak, Cankarjeva založba, Ljubljana, 1964 (COBISS)
- Kresna noč, Državna založba Slovenije, Ljubljana, 1968 (COBISS)
- Volčje jagode, Obzorja, Maribor, 1972 (COBISS)
- Srčevec, Cankarjeva založba, Ljubljana, 1973 (COBISS)
- Pelin žena, Mladinska knjiga, Ljubljana, 1974 (COBISS)
- Vojskin čas, Založništvo Tržaškega tiska, Trst, 1974 (COBISS)
- Izštevanja, Cankarjeva založba, Ljubljana, 1977 (COBISS)
- Pesmi (besedila sodobnih jugoslovanskih pisateljev - Svetlana Makarovič, Niko Grafenauer, Tomaž Šalamun), 1979 (COBISS)
- Sosed gora, 1980 (COBISS)
- Pesmi o Sloveniji za tuje in domače goste, 1984 (COBISS)
- Svetlana Makarovič, France Mihelič - Pesmi Svetlane Makarovič in Risbe Franceta Miheliča, 1987 (COBISS)
- Krizantema na klavirju (šansonska besedila Svetlane Makarovič), 1990 (COBISS)
- Tisti čas, 1993 (COBISS)
- Bo žrl, bo žrt, 1998 (COBISS)
- Samost, 2002 (COBISS)
- Zima vezilja, 2016 (COBISS)
- Naj bo poleti, 2018 (COBISS)
- Z očmi, ki vidijo drugače, 2021 (antologija) (COBISS)
- Vladavina muh, 2022 (soavtor Matej Šurc) (COBISS)
- Golobnjak, 2023 (soavtorja Matej Šurc in maček Kotik)
- Tista dežela (haikuji, 2025)

### Proza za odrasle
- Prekleti kadilci, Center za slovensko književnost, Ljubljana, 2001 (COBISS)
- S krempljem podčrtano, Center za slovensko književnost, Ljubljana, 2004 (COBISS)
- Saga o Hallgerd, 2010 (COBISS)
- Luciferka, 2019 (avto-biografija; soavtorja Matej Šurc in maček Kotik)
- Žlahtnožleht, Center za slovensko književnost, 2021
- Baladne pravljice, Cankarjeva založba, 2021 (ilustacije Peter Škerl in Tina Dobrajc)

### Odrska dela
- Sovica Oka, 1972 (avtorica, uglasbitev pesmi in priredba)
- Hiša tete Barbare, 1975 (avtorica)
- Pekarna Mišmaš, 1974 (avtorica, priredba besedila)
- Igra o letu, 1983 (avtorica)
- Mačja prodajalna, 1984 (avtorica, glasba, vloga)
- Mrtvec pride po ljubico, 1986 (avtorica)  Sapramiška, Foto: Arhiv LGL
- Sapramiška, 1986 (avtorica, vloge /Sapramiška, Regica, teta Grizelda/, glasba)
- Mi, kosovirji, 1988 (avtorica, priredba besedila) Vila Malina, Foto: Arhiv LGL
- Korenčkov Palček, 1989 (avtorica, vloge /Sapramiška, Kukavec, Regica, Belouška Jarmila/, glasba, likovna zasnova lutk)
- Gal med lutkami, 1992 (avtorica, likovna zasnova lutk, glasba)
- Medena pravljica, 1994 (režija, avtorica,vloge /Sapramiška, Regica, Zajček/, glasba, likovna zasnova lutk, likovna zasnova scen)
- Kokoška Emilija, 1997 (režija, avtorica, vloga /kokoška Kika/, glasba, glasbeni aranžma)
- Maček Mačkursson, 1997 (režija, prevod in priredba besedila, besedila songov in priredba islandskih glasbenih motivov, glasbena izvedba, vloge (Jartruda, Mačkursson, Gryla)
- Tacamuca, 1998 (avtorica, glasba)
- Pasja procesija (2017)

### Poezija za mladino
- Maček Titi, 1980 (COBISS)
- Gal v galeriji, 1981 (COBISS)
- Dedek mraz že gre, 1982 (COBISS)
- Krokodilovo kosilo: pesnitev - grozovitev, 1983 (COBISS)
- Čuk na palici, 1986 (COBISS)
- Črni muc, kaj delaš?, 1987 (COBISS)
- Kaj bi miška rada?, 1987 (COBISS)
- Poprtnjački, 1988 (COBISS)
- Kaj lepega povej, 1993 (COBISS)
- Show strahow: pesnitev grozovitev, 1995 (COBISS)
- Veliki kosovirski koncert, 2001 (COBISS)
- Strahec v galeriji, 2003 (COBISS)
- Mačnice, 2006 (COBISS)
- Coprniški muc: pesnitev coprnitev, 2008 (COBISS)
- Pesmi muce potovke: zbrane pesmi za otroke, 2019

### Poezija in proza za mladino
- Kosovirja na leteči žlici, Mladinska knjiga, Ljubljana, 1974 (COBISS)
- Kam pa kam, kosovirja?, Mladinska knjiga, Ljubljana, 1975 (COBISS)
- Mačje leto, Svetlana, Ljubljana, 1987 (COBISS)
- Zajčkovo leto, Državna založba Slovenije, Ljubljana, 1993 (COBISS)
- Mi, kosovirji, Miš, Dob pri Domžalah, 2009 (COBISS)

### Pripovedništvo za mladino

#### Zbirke pravljic
- Miška spi, Mladinska knjiga, Ljubljana, 1972 (COBISS)
- Take živalske, Borec, Ljubljana, 1973 (COBISS)
- Vrček se razbije, Mladinska knjiga, Ljubljana, 1975 (COBISS)
- Glavni petelinček, Mladinska knjiga, Ljubljana, 1976 (COBISS)
- Vrtirepov koledar: 1977, Partizanska knjiga, Ljubljana, 1976 (COBISS)
- Pravljice iz mačje preje, Borec, Ljubljana, 1980 (COBISS)
- Mačja preja, Mladika, Ljubljana, 1992 (COBISS)
- Smetiščni muc in druge zgodbe, Mladinska knjiga, Ljubljana, 1999 (COBISS)
- Svetlanine pravljice = Svetlana's fairytales, Miš, Dob pri Domžalah, 2008 (COBISS)
- Zlata mačja preja (2014, izbor)

### Slikanice
- Zajček gre na luno, Partizanska knjiga, Ljubljana, 1973 (COBISS)
- Aladinova čudežna svetilka, Mladinska knjiga, Ljubljana, 1974 (COBISS)
- Pekarna Mišmaš, Mladinska knjiga, Ljubljana, 1974 (COBISS)
- Škrat Kuzma dobi nagrado, Mladinska knjiga, Ljubljana, 1974 (COBISS)
- Kam pa kam, kosovirja?, Mladinska knjiga, Ljubljana, 1975 (COBISS)
- Skozi mesto, Mladinska knjiga, Ljubljana, 1975 (COBISS)
- Sapramiška, Mladinska knjiga, Ljubljana, 1976 (COBISS)
- Mačja predilnica, Mladinska knjiga, Ljubljana, 1978 (COBISS)
- Gal v galeriji, Mladinska knjiga, Ljubljana, 1981 (COBISS)
- Črni muc, kaj delaš?, 1987(COBISS)
- Kaj bi miška rada, 1987 (COBISS)
- "Poprtnjački", 1987 (COBISS)
- Medena pravljica, 1995 (COBISS)
- Tacamuca, 1995 (COBISS)
- Kokijeve pesmice in pobarvanke, 1996 (COBISS)
- Maček Mačkursson, 1997 (COBISS)
- Sovica Oka, 1997 (COBISS)
- Pod medvedovim dežnikom, 1998 (COBISS)
- Smetiščni muc in druge zgodbe, 1999 (COBISS)
- Strahopetko, 1999 (COBISS)
- Strahec v galeriji, 2003 (COBISS)
- Živalska olimpijada, 2004 (COBISS)
- Mali parkelj Malič, 2005 (COBISS)
- Vila Malina, 2005 (COBISS)
- Coprniški muc: pesnitev-coprnitev, 2008 (COBISS)
- Replja, 2008 (COBISS)
- Šuško in gozdni dan, 2008 (COBISS)
- Kokoška Emilija, 2009 (COBISS)
- Balada o Sneguročki, Mladinska knjiga, Ljubljana, 2012 (COBISS)
- Strašni volk (ilustrirala Jelka Reichman, Mladinska knjiga, 2019)
- Kuharica Uharica (ilustriral Igor Šinkovec), Mladinska knjiga, 2023 (s CD-jem posnetka pripovedi iz leta 1986)

### Avtorski prevodi in priredbe
- Picko in Packo, prevod Buscheve slikanice Max und Moritz, Založništvo tržaškega tiska, 1980 (COBISS)
- Maček Mačkursson, prevod dela Jólakötturinn Hallveiga Thorlaciusa, Mladinska knjiga, 1997 (COBISS)
- Strahopetko, prevod dela Fünfter sein Ernsta Jandla, Mladinska knjiga, 1999 (COBISS)

### Prevodi v druge jezike
- Џуџето Кузма доби награда, prevod dela Škrat Kuzma dobi nagrado, Mladinska knjiga Skopje, Skopje, 2011. Prevod Darko Spasov, ilustracije Tomaž Lavrič.

## Diskografija

### Albumi
- Nočni šanson, 1984 (Dokumentarna)
- Dajdamski portreti, 1985 (Dokumentarna)
- Pelin žena (skupaj z Dennisom Gonzalezom), 1986 (Brut) (COBISS)
- Pelinov med,1986;
- Večerni šansoni (1990; 2014 (Sanje) (obnovljen ponatis)
- Nočni šansoni; Dajdamski portreti, 1998 (VinilMania) (ponatis) (COBISS)
- Namesto rož, 1999 (VinilMania) (COBISS), 2014 (Sanje) (obnovljen ponatis)
- Pelinov med & Pelin žena 1999 (VinilMania) (ponatis)

## Priznanja, nagrade in odlikovanja

### Priznanja
- Naziv častne meščanke Ljubljane[30] (2011; januarja 2021 se je tej časti odpovedala)

### Nagrade
- jugoslovanska nagrada Sterijino pozorje v Novem Sadu[31] (1968)
- za pesniški list Vojskin čas (1973, 1975)
- jugoslovanska nagrada Zmajeve dječje igre (1975)
- nagrada Prešernovega sklada (za pesniški list Vojskin čas) (1976)
- Janusz Korczak Honour List (1987)
- Jenkova nagrada (1994)
- Častna lista IBBY[32] (1994)
- Prešernova nagrada (2000, zavrnila, a ji je bila 2024 nagrada kljub temu vročena - denarni in simbolični del)
- viktor za življenjsko delo (2002)
- Levstikova nagrada za življenjsko delo (2011)
- Zlatnik poezije (2012)
- Ježkova nagrada (2021)

### Odlikovanja
- Zlati red za zasluge Republike Slovenije[33] (2009)